# Patrick von Blume
Patrick von Blume (* Oktober 1969 in Ravensburg) ist ein deutscher Schauspieler, Musiker und Sänger.

## Leben und Wirken
Von 1995 bis 1997 absolvierte er eine Schauspielausbildung am Theater Zerbrochene Fenster in Berlin.
Von 2000 bis 2008 trat er als Theaterschauspieler unter anderem in den Berliner Sophiensaelen, der Baracke des Deutschen Theaters, dem Tacheles, dem Theater zum westlichen Stadthirschen sowie in der Roten Fabrik Zürich auf.
2001 debütierte Blume als Filmdarsteller mit einer Rolle in dem Polit-Thriller Operation Rubikon. Im Jahr darauf übernahm er die Hauptrolle in Fremdkörper, einem Abschlussfilm der KHM Köln, der mit dem Deutschen Kurzfilm-Preis in Gold ausgezeichnet wurde. 2007 spielte er Hauptrollen in Beautiful Bitch und dem preisgekrönten Kurzfilm Robin und trat in dem oscarnominierten Kinofilm Der Baader Meinhof Komplex auf.
Blume spielte außerdem in mehreren Folgen der  Kriminalfilmreihen Polizeiruf 110 und Tatort mit.
Sein Regiedebüt gab Patrick von Blume 2002 mit dem semidokumentarischen Theaterprojekt SPEECHES, bei dem Reden von Politikern nach dem 11. September 2001 („9/11“) von Schauspielern gesprochen wurden. In mehreren SPEECHES-Produktionen spielten u. a. Klaus Löwitsch, Angela Winkler, Ulrich Matthes, Miriam Goldschmidt, Jutta Wachowiak, Irm Hermann und Hussi Kutlucan. Es entstanden die Filme SPEECHES – Reden nach dem 11. September, der im ZDFtheaterkanal gesendet wurde (2003) und SPEECHES – Kampf um das Gelobte Land (2004).
2015 spielte er die Titelfigur der ARD-Vorabendserie Huck, für die er auch am Soundtrack mitarbeitete. Im Rahmen dieser Produktion veröffentlichte von Blume sein erstes Album Mit Herz und Fauscht.
Zuletzt war er in tragenden Rollen als Politiker im Biopic Big Manni und als Dorfpolizist in Die Bestatterin (beide ARD) sowie in dem Kinofilm Hotel Auschwitz zu sehen.
Patrick von Blume ist Familienvater und lebt in Berlin.

## Filmografie (Auswahl)

### Kino
- 2001: Fremdkörper (Kurzfilm)
- 2002: Ohne Netz und doppelten Boden (Kurzfilm)
- 2003: Irgendwas ist immer
- 2003: Fremder Freund
- 2004: Der Fremde und der Affe (Kurzfilm)
- 2006: Futschikato
- 2006: Wholetrain
- 2006: Under These Wings (Kurzfilm)
- 2007: Sarrelibre (Kurzfilm)
- 2007: Beautiful Bitch
- 2007: Robin (Kurzfilm)
- 2008: Der Baader Meinhof Komplex
- 2010: Wie die Raben (Kurzfilm)
- 2010: St. Christophorus: Roadkill (Kurzfilm)
- 2011: Komm und hol’ mich (Kurzfilm)
- 2019: Hotel Auschwitz

### Fernsehen
- 2001: Balko (Fernsehserie, Folge Der Schweinemann)
- 2005: SK Kölsch (Fernsehserie, Folge Die längste Nacht)
- 2005: Stromberg (Fernsehserie, Folge Tag der offenen Tür)
- 2005: Bis in die Spitzen (Fernsehserie, 3 Folgen)
- 2005–2024: SOKO Leipzig (Fernsehserie, verschiedene Rollen, 3 Folgen)
- 2006: Die Unbeugsamen
- 2007: GSG 9 – Ihr Einsatz ist ihr Leben (Fernsehserie, Folge Bauernopfer)
- 2007: R.I.S. – Die Sprache der Toten (Fernsehserie, Folge Falsch gewettet)
- 2007: Polizeiruf 110: Tod in der Bank (Fernsehreihe)
- 2008: Alles was recht ist (Fernsehreihe)
- 2008: Die Bienen – Tödliche Bedrohung
- 2008: Dr. Molly & Karl (Fernsehserie, Folge Sein Kampf)
- 2009: Der kleine Mann (Fernsehserie, Folge Die Homestory)
- 2009: Ein Fall für zwei (Fernsehserie, Folge Skorpion im dritten Haus)
- 2009: Erntedank. Ein Allgäukrimi (Fernsehreihe)
- 2009: Allein unter Schülern
- 2009: Wilsberg: Doktorspiele (Fernsehreihe)
- 2009: Tatort: … es wird Trauer sein und Schmerz (Fernsehreihe)
- 2009–2014: Notruf Hafenkante (Fernsehserie, verschiedene Rollen, 3 Folgen)
- 2009, 2016: SOKO Wismar (Fernsehserie, verschiedene Rollen, 2 Folgen)
- 2009–2018: SOKO Köln (Fernsehserie, verschiedene Rollen, 3 Folgen)
- 2010: Der letzte Bulle (Fernsehserie, Folge Fremdgehen für Anfänger)
- 2010: Der Landarzt (Fernsehserie, Folge Gefährdet)
- 2010: Tatort: Weil sie böse sind
- 2010: Tatort: Vergissmeinnicht
- 2010: Tatort: Im Netz der Lügen
- 2010–2023: SOKO Stuttgart (Fernsehserie, verschiedene Rollen, 4 Folgen)
- 2011: Die Pfefferkörner (Fernsehserie, Folge Die Erbschaft)
- 2011: Allein unter Müttern
- 2011: Bauernopfer
- 2011: Vater Mutter Mörder
- 2011: Hannah Mangold & Lucy Palm
- 2011: Der Staatsanwalt (Fernsehserie, Folge Mordswut)
- 2011: Marie Brand und der Moment des Todes (Fernsehreihe)
- 2012: Willkommen im Krieg
- 2012: Schleuderprogramm
- 2012: Der Alte (Fernsehserie, Folge Blinder Hass)
- 2012: Allein unter Nachbarn
- 2012: Polizeiruf 110: Eine andere Welt
- 2012–2014: Die Bergretter (Fernsehserie, verschiedene Rollen, 2 Folgen)
- 2013: Hannah Mangold & Lucy Palm: Tot im Wald
- 2013: About:Kate (Fernsehserie, 12 Folgen)
- 2013: Bella Dilemma – Drei sind einer zu viel (Fernsehreihe)
- 2013: Wilsberg: Die Entführung
- 2013: Wilsberg: Hengstparade
- 2013: Der Bulle und das Landei – Ich sehe was, was du nicht siehst und das ist … tot (Fernsehreihe)
- 2013, 2024: Die Chefin (Fernsehserie, verschiedene Rollen, 2 Folgen)
- 2013: Tatort: Happy Birthday, Sarah
- 2014: Großstadtrevier (Fernsehserie, Folge Blinde Wut)
- 2014: Unter Anklage: Der Fall Harry Wörz
- 2014: Der Knastarzt (Fernsehserie, Folge Krieg)
- 2014: Danni Lowinski (Fernsehserie, Folge Solidarität)
- 2014: Reiff für die Insel: Katharina und der Schäfer (Fernsehreihe)
- 2014: Tatort: Alle meine Jungs
- 2014–2016: Binny und der Geist (Fernsehserie, 5 Folgen)
- 2014, 2018: Alarm für Cobra 11 – Die Autobahnpolizei (Fernsehserie, verschiedene Rollen, 2 Folgen)
- 2015, 2022: Letzte Spur Berlin (Fernsehserie, verschiedene Rollen, 2 Folgen)
- 2015: Huck (Fernsehserie, 8 Folgen)
- 2015: Mordkommission Berlin 1
- 2015: Küstenwache (Fernsehserie, Folge Tödliches Vertrauen)
- 2016: Der Urbino-Krimi: Mord im Olivenhain (Fernsehreihe)
- 2016: Fanny und die geheimen Väter
- 2016: Neues aus dem Reihenhaus
- 2016: Fanny und die gestohlene Frau
- 2016: Hilfe, wir sind offline!
- 2016: In aller Freundschaft – Die jungen Ärzte (Fernsehserie, Folge Luft zum Atmen)
- 2017: Der Bergdoktor (Fernsehserie, Folge Blut und Wasser)
- 2017: Die Spezialisten – Im Namen der Opfer (Fernsehserie, Folge Der GAU)
- 2017: Der gute Bulle (Fernsehreihe)
- 2017: Zwischen Himmel und Hölle
- 2017: Das Luther-Tribunal – Zehn Tage im April
- 2017: Polizeiruf 110: In Flammen
- 2017: Heldt (Fernsehserie, Folge Nachbarschaftswache)
- 2017: Tatort: Dunkle Zeit
- 2018: Inga Lindström: Entscheidung für die Liebe (Fernsehreihe)
- 2018–2025: Bettys Diagnose (Fernsehserie, verschiedene Rollen, 3 Folgen)
- 2018: Junas fantastische Reise (Fernsehserie, 2 Folgen)
- 2018: Die Protokollantin (Fernsehserie, 5 Folgen)
- 2018: Der Usedom-Krimi: Winterlicht (Fernsehreihe)
- 2018: Reich oder tot
- 2018: Aenne Burda – Die Wirtschaftswunderfrau
- 2019: Der Bulle und das Biest (Fernsehserie, 4 Folgen)
- 2019: Big Manni
- 2019: Die Bestatterin – Der Tod zahlt alle Schulden (Fernsehreihe)
- 2019: Jenny – echt gerecht (Fernsehserie, Folge Tödliches Silikon)
- 2019: Wahrheit oder Lüge
- 2019: Tatort: Lakritz
- 2019: Bonusfamilie (Fernsehserie, 5 Folgen)
- 2019: Stralsund: Doppelkopf (Fernsehreihe)
- 2020: Blutige Anfänger (Fernsehserie, Folge Trigger)
- 2020: Morden im Norden (Fernsehserie, Folge Freier Fall)
- 2021: SOKO Hamburg (Fernsehserie, Folge Raserhölle)
- 2021: SOKO Potsdam (Fernsehserie, Folge Du bist schuld)
- 2021: Spätzle arrabbiata oder eine Hand wäscht die andere
- 2021: In Wahrheit: In einem anderen Leben (Fernsehreihe)
- 2021: WaPo Bodensee (Fernsehserie, Folge Holde Isolde)
- 2021: Nord Nord Mord – Sievers und die Stille Nacht (Fernsehreihe)
- 2021: In aller Freundschaft – Die jungen Ärzte (Fernsehserie, Folge Überwindung)
- 2022: Neben der Spur ist auch ein Weg (Fernsehfilm)
- 2022: Die Drei von der Müllabfuhr – Zu gut für die Tonne (Fernsehreihe)
- 2022: Die Frau im Meer (TV 2-Teiler)
- 2022: Die Macht der Frauen
- 2023: Der Kroatien-Krimi – Split vergisst nie (Fernsehreihe)
- 2023: Ostfriesenfeuer (Fernsehreihe)
- 2023–2024: In aller Freundschaft (Fernsehserie, Folgen 1035 bis 1042)
- 2024: Feuerwehrfrauen – Heim gesucht
- 2024: Nord Nord Mord – Sievers und der verlorene Hund

## Theater (Auswahl)
- 2003: Häuptling Abendwind (Sophiensaele Berlin)
- 2004: Gilgamesch und Enkidu (Tacheles Berlin, Dampfzentrale Bern, Rote Fabrik Zürich)
- 2005: Maison de Sante (Theater zum westlichen Stadthirschen, Theater Thikwa)
- 2008: Geschwister (Prinzregententheater Bochum, Theater unterm Dach Berlin)
- 2018: Das Wunder vom Ku'damm (Theater am Kurfürstendamm)